# Colobothea naevia
Colobothea naevia là một loài bọ cánh cứng trong họ Cerambycidae.